# ابراهیم چاووش‌زاده
ابراهیم بن محمّد چاووش‌زاده (در متون عربی: جاویش/جاوویش زاده) (۱۶۴۳م) قاضی و فقیه حنفی ترکی (نام‌بری روزگارش به :رومی) بود. الصافیة، الصحائف در علم فرائض و مجمع اللطائف در شرح آن، از آثار اوست. پس از عزل از قضاوت ایوب، درگذشت.